# Diecezja Tzaneen
Diecezja Tzaneen – diecezja Kościoła rzymskokatolickiego w Republice Południowej Afryki, w metropolii Pretorii. Powstała w 1962 roku jako prefektura apostolska Louis Trichardt. W 1972 została podniesiona do rangi diecezji pod nazwą Louis Trichardt-Tzaneen. W 1987 uzyskała swoją obecną nazwę. 